# Внешняя политика Колумбии
Внешняя политика Колумбии — общий курс Колумбии в международных делах. Внешняя политика регулирует отношения Колумбии с другими государствами. Реализацией этой политики занимается министерство иностранных дел Колумбии.

## История
На протяжении большей части истории страны колумбийцы последовательно фокусировались на внутренних политических проблемах страны, а не на международным отношениях. В XIX веке Колумбия ограничивала своё участие в международных делах спорадическими пограничными спорами с непосредственными соседями (Венесуэла, Эквадор, Перу и Бразилия). Колумбия и Венесуэла начали пограничный спор после распада Великой Колумбии (Колумбия, Венесуэла и Эквадор) в 1830 году. Эта территориальная проблема продолжала вызывать трения между двумя странами и в XX веке. В 1903 году произошло отделение Панамы от Колумбии, что в течение первых двух десятилетий XX века стало основным источником трений в отношениях Колумбии и Соединённых Штатов Америки. В 1922 году пограничные вопросы Колумбии с Перу были урегулированы, но проблемы вновь возникли в 1932 году, когда Перу захватило район вокруг Летисии в бассейне Амазонки, на который претендовали обе страны. Комиссия Лиги Наций разрешила конфликт в 1934 году, приняв резолюцию и спорный район был передан Колумбии. Бразилия и Колумбия достигли соглашения о разрешении пограничного спора в 1928 году.
Колумбия стала больше внимания уделять внешней политики после окончания Второй мировой войны, направив усилия на развитие отношений с латиноамериканскими государствами. Колумбия была участником конференции 1945 года в Сан-Франциско по созданию Организации Объединённых Наций (ООН) и была одним из ведущих противников ввода права вето в Совете Безопасности ООН. Колумбия выступала за расширение влияния региональных организаций, признание которых было обеспечено в соответствии со статьей 51 Устава ООН. В 1948 году Колумбия также сыграла важную роль в создании Организации американских государств (ОАГ) в Боготе. Бывший президент Колумбии Альберто Льерас Камарго был первым генеральным секретарём ОАГ (1948-54).
Тем не менее, даже в эпоху после окончания Второй мировой войны Колумбия продолжала рассматривать внешнюю политику в ограниченном контексте. Всякий раз, когда Колумбия предпринимала международные действия, они как правило предназначались для дополнения более важных национальных целей и рассматривались как часть внутренней политики. Внешняя политика Колумбии делала упор на экономические отношения и поддержку коллективной безопасности через ОАГ и ООН. Соответственно, Колумбия преследовала лишь ограниченные цели в двусторонней международной безопасности и глобальной политике, обычно предпочитая многосторонние дипломатические подходы. Подход Колумбии к вопросам безопасности характеризуется стремлением урегулировать споры мирным путем, посредством обращения к международному праву, а также к региональным и международным организациям безопасности.